# Vedevågs kyrka
Vedevågs kyrka är en kyrkobyggnad i Lindesbergs kommun. Den är församlingskyrka i Linde bergslags församling, Västerås stift.

## Kyrkobyggnaden
Kyrkan uppfördes 1837 på bekostnad av brukspatron Eric Cederborgh. Åren 1914–1916 genomfördes en renovering då nuvarande sakristia i öster tillkom. 1969 ersattes tegeltaket av nuvarande koppartak. Åren 1983–1984 genomfördes en omfattande renovering efter ritningar av arkitekt Jerk Alton. Sakristian i öster revs och ersattes av en större med källare.
Strax norr om kyrkan finns en klockstapel av trä som är uppförd år 1916. I stapeln hänger tre kyrkklockor av malm.

## Inventarier
En altarpredikstol är från 1837. Nuvarande dopfunt och dopaltare av trä har tillkommit 1959. Altartavlan med motivet "Christus consolator" avbildad i industrimiljö är utförd 1916 av Gottfrid Kallstenius.

### Webbkällor
- Kulturhistorisk karakteristik Vedevågs kyrka
- Församlingen informerar om kyrkan